# Radenka
Radenka (em cirílico:Раденка) é uma vila da Sérvia localizada no município de Kučevo, pertencente ao distrito de Braničevo, na região de Zvižd. A sua população era de 803 habitantes segundo o censo de 2002.

## Demografia
| 1948  | 1953  | 1961  | 1971  | 1981  | 1991  | 2002 |
| ----- | ----- | ----- | ----- | ----- | ----- | ---- |
| 1 874 | 1 967 | 1 950 | 1 699 | 1 541 | 1 288 | 803  |